# Ding Lei
Pour les articles homonymes, voir Ding.
Dans ce nom chinois, le nom de famille, Ding, précède le nom personnel.
Ding Lei (chinois : 丁磊) est un homme d'affaires chinois né à Ningbo le 10 octobre 1971. Fondateur et directeur de NetEase, il est l'un des hommes les plus riches de Chine dans les années 2000 et 2010.